# TeamLab (collectif d'artistes)
Pour l’article homonyme, voir TeamLab.
 (juin 2025).
L'article doit être relu — et modifié si nécessaire — par des contributeurs indépendants pour apporter un regard critique aux contributions effectuées en violation des conditions d'utilisation de Wikipédia, tant sur la forme (notamment concernant le style encyclopédique, la proportionnalité) que sur le fond (la neutralité de point de vue, la qualité et l'indépendance des sources).
 (février 2021).
La mise en forme du texte ne suit pas les recommandations de Wikipédia : il faut le « wikifier ».
Les points d'amélioration suivants sont les cas les plus fréquents. Le détail des points à revoir est peut-être précisé sur la page de discussion.
- Les titres sont pré-formatés par le logiciel. Ils ne sont ni en capitales, ni en gras.
- Le texte ne doit pas être écrit en capitales (les noms de famille non plus), ni en gras, ni en italique, ni en « petit »…
- Le gras n'est utilisé que pour surligner le titre de l'article dans l'introduction, une seule fois.
- L'italique est rarement utilisé : mots en langue étrangère, titres d'œuvres, noms de bateaux, etc.
- Les citations ne sont pas en italique mais en corps de texte normal. Elles sont entourées par des guillemets français : « et ».
- Les listes à puces sont à éviter, des paragraphes rédigés étant largement préférés. Les tableaux sont à réserver à la présentation de données structurées (résultats, etc.).
- Les appels de note de bas de page (petits chiffres en exposant, introduits par l'outil «  Source ») sont à placer entre la fin de phrase et le point final[comme ça].
- Les liens internes (vers d'autres articles de Wikipédia) sont à choisir avec parcimonie. Créez des liens vers des articles approfondissant le sujet. Les termes génériques sans rapport avec le sujet sont à éviter, ainsi que les répétitions de liens vers un même terme.
- Les liens externes sont à placer uniquement dans une section « Liens externes », à la fin de l'article. Ces liens sont à choisir avec parcimonie suivant les règles définies. Si un lien sert de source à l'article, son insertion dans le texte est à faire par les notes de bas de page.
- La présentation des références doit suivre les conventions bibliographiques. Il est recommandé d'utiliser les modèles {{Ouvrage}}, {{Chapitre}}, {{Article}}, {{Lien web}} et/ou {{Bibliographie}}. Le mode d'édition visuel peut mettre en forme automatiquement les références.
- Insérer une infobox (cadre d'informations à droite) n'est pas obligatoire pour parachever la mise en page.

Pour une aide détaillée, merci de consulter Aide:Wikification.
Si vous pensez que ces points ont été résolus, vous pouvez retirer ce bandeau et améliorer la mise en forme d'un autre article.
teamLab est un groupe interdisciplinaire d'artistes formé par Toshiyuki Inoko en 2001 à Tokyo, au Japon. Le groupe se compose d'experts de plusieurs disciplines: artistes, programmeurs, ingénieurs, animateurs CG, mathématiciens et architectes. Le collectif crée des œuvres d'art numérique basées sur l'idée principale d'aller au de-là des limites, de dépasser les bordures. Les projets teamLab visent à entrecroiser les éléments de la nature avec leur créations artificielles, plongeant les visiteurs dans un monde interactif.
Les expositions sont alimentées par la technologie numérique EPSON. teamLab est représenté par Pace Gallery, Martin Browne Contemporary, et Ikkan Art International.

## Expositions

### Les musées teamLab
Mori Building Digital Art Museum teamLab Borderless, le premier établissement permanent de teamLab, a ouvert ses portes le 21 juin 2018 dans le complexe Palette Town sur l'île d'Odaiba à Tokyo, au Japon. C'est un musée numérique organisé conjointement avec Mori Building Co., Ltd. Pendant leur première année d'opération, le musée a accueilli plus de 2.3 millions de visiteurs venant de plus de 160 pays. Ce qui lui a remporté le titre du musée à artiste unique le plus visité au monde en 2018, dépassant le musée Van Gogh et le musée Picasso. 
teamLab a ouvert leur deuxième musée numérique, teamLab Borderless Shanghai, dans le district de Huangpu, à Shanghai, le 5 novembre 2019.
Le troisième, teamLab SuperNature, a ouvert le 15 juin 2020, à Macao, dans The Venetian. Initialement, il devait s'ouvrir 6 mois plus tôt, en janvier 2020, mais les plans ont été reportés en raison de la pandémie Covid-19.
Le quatrième musée, teamLab Forest, s'est ouvert au public le 21 juillet 2020 à l'intérieur du complexe Boss E Zo à Fukuoka, au Japon. Un cinquième musée à Abou Dabi est en avancement avec une ouverture prévue en 2024.

### Œuvre numérique

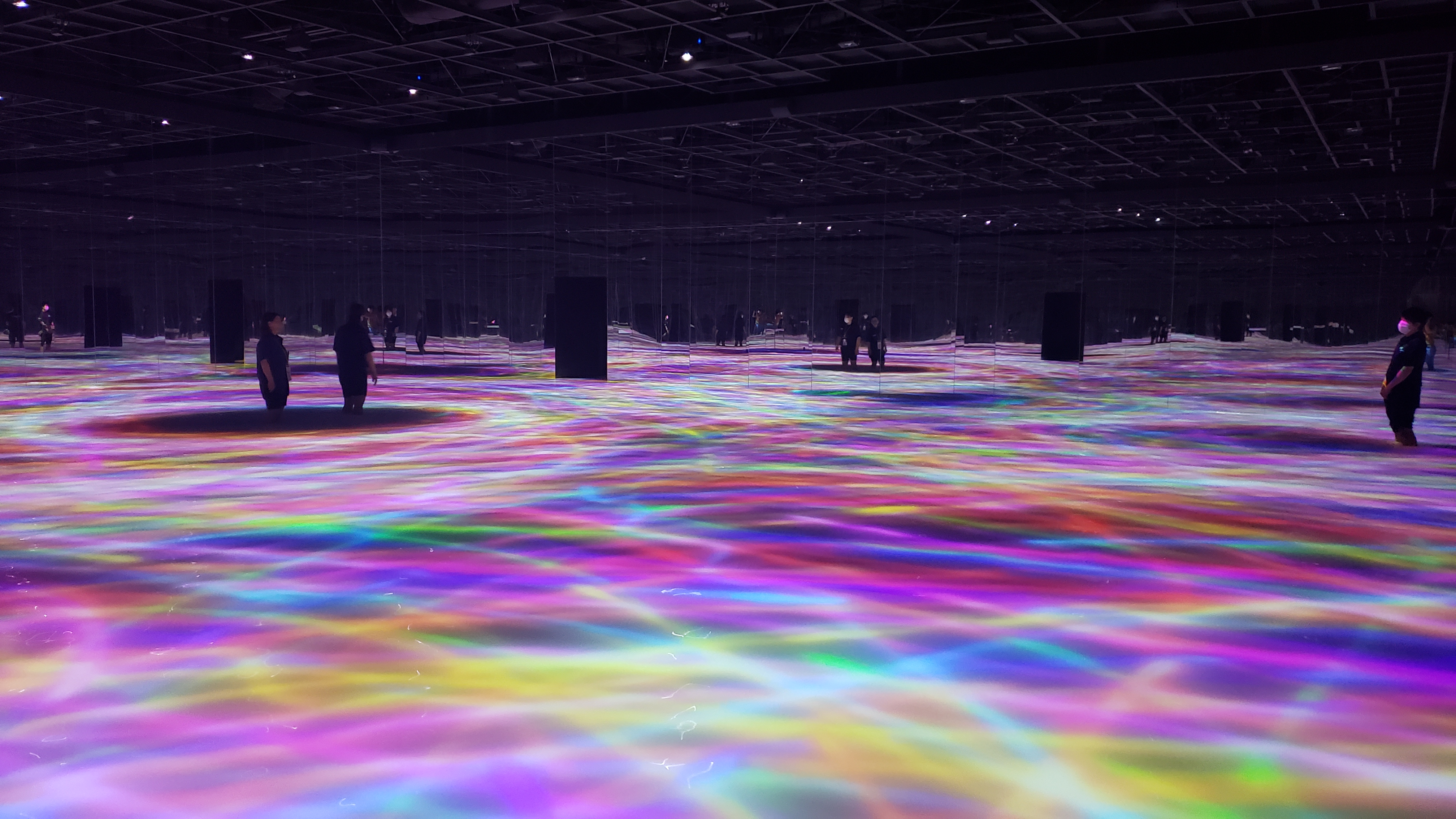
teamLab planets tokyo

Les oeuvres d’art numérique de teamLab se retrouve dans la collection permanente du Art Gallery of New South Wales, Sydney; Art Gallery of South Australia, Adelaide; Asian Art Museum, San Francisco; Asia Society Museum, New York; Borusan Contemporary Art Collection, Istanbul; National Gallery of Victoria, Melbourne; et Amos Rex, Helsinki.
L'exposition Massless de TeamLab était le projet d'ouverture du musée Amos Rex à Helsinki, en Finlande en 2018.
En août 2020, teamLab a créé "Resonating Life in the Acorn Forest", une installation artistique permanente dans la forêt Musashino du Musée Kadokawa Musashino à Tokorozawa, au Japon. 

## Les références
1. 1 2  Nanta Novello Paglianti, « TeamLab : au-delà de quelles limites ? Le numérique à la portée des publics », Revue française des sciences de l’information et de la communication, no 16,‎ 24 mai 2019 (ISSN 2263-0856, DOI 10.4000/rfsic.5671, lire en ligne, consulté le 24 février 2021)
2. ↑  « Guide to the Mori Building Digital Art Museum Epson teamLab Borderless », Time Out Tokyo
3. 1 2  (en) « Pace Gallery | teamLab », sur www.pacegallery.com (consulté le 23 février 2021)
4. ↑  « Martin Browne Contemporary - teamLab », sur www.martinbrownecontemporary.com (consulté le 23 février 2021)
5. ↑  (en-US) « teamLab », sur Ikkan Art Gallery (consulté le 23 février 2021)
6. ↑  https://www.mori.co.jp/en/company/press/release/2018/01/20180129130000003585.html(en) « Mori Building and teamLab to launch 'MORI Building DIGITAL ART MUSEUM teamLab Borderless' in Odaiba, Tokyo this summer｜Press Releases｜Press Room｜Company Information｜Mori Building Co., Ltd. », sur www.mori.co.jp (consulté le 23 février 2021)
7. ↑  (en) « 'MORI Building DIGITAL ART MUSEUM: teamLab Borderless' to Celebrate First Anniversary Welcomed 2.3 million visitors from more than 160 countries｜Press Releases｜Press Room｜Company Information｜Mori Building Co., Ltd. », sur www.mori.co.jp (consulté le 24 février 2021)
8. ↑  (en-US) « teamLab's Tokyo Museum Has Become the World's Most Popular Single-Artist Destination, Surpassing the Van Gogh Museum », sur Artnet News, 7 août 2019 (consulté le 25 février 2021)
9. ↑  (en-US) Maria Trujillo, « teamLab’s digital art museum: record for most visited in the world », sur Art Critique, 16 août 2019 (consulté le 25 février 2021)
10. ↑  Liao, « TeamLab Is Opening Its Second Immersive Digital Art Museum In Shanghai », Forbes
11. ↑  (en-GB) Jenny Leung, « teamLab returns to open permanent exhibition in Macau », sur Time Out Hong Kong (consulté le 23 février 2021)
12. ↑  (en-US) Mio Yamada, « Take a walk in the digital wilderness at teamLab Forest Fukuoka », sur The Japan Times, 14 août 2020 (consulté le 23 février 2021)
13. ↑  (en) « TeamLab reveals "home for infinite curiosity" on Abu Dhabi's Saadiyat Island », sur Dezeen, 24 juin 2022 (consulté le 26 novembre 2022)
14. ↑  (en-US) Nina Siegal, « Amos Rex Museum Is Helsinki’s New Homegrown Star (Published 2018) », The New York Times,‎ 5 septembre 2018 (ISSN 0362-4331, lire en ligne, consulté le 24 février 2021)
15. ↑  (en-GB) Youka Nagase, « In photos: this forested park in Saitama prefecture now features a new teamLab exhibition », sur Time Out Tokyo (consulté le 24 février 2021)